# 王梦洁
王梦洁（1995年11月14日—），山东济南人，中国女子排球运动員，身高1米73，司职自由人，披18号球衣。效力於北京汽车女排。

## 运动员生涯
2015年加入中国女排国家队。 2015年9月6日，王梦洁在中国女排中担任自由人的位置，最终以3比1战胜日本赢得了2015年女排世界杯的冠军。

王梦洁还入选了2016年里约奥运会中国女排的20人预报名名单，最终没有进入12人名单。
2019年世界杯女子排球赛中国队蝉联冠军，王梦洁获颁最佳自由人。

## 個人生活
2024年9月5日，王梦洁宣布结婚。新郎同样出身排球界。

## 獎項

### 國家隊
- 2015年世界盃女子排球賽： - 金牌
- 2017年女排大冠軍盃： - 金牌
- 2018年女排國家聯賽： - 銅牌
- 2018年亞洲運動會排球比賽： - 金牌
- 2018年世界女排锦标赛:   - 銅牌
- 2019年世界盃女子排球賽： - 金牌
- 2023年世界女排聯賽： - 銀牌
- 2022年亞洲運動會排球比賽： - 金牌

## 外部連結
- 开森小孩wmj的新浪微博